# Wolfgang Schrade
Wolfgang Schrade (* 2. März 1924 in Hirschberg im Riesengebirge; † 6. Mai 2010) war ein deutscher Marineoffizier, zuletzt Flottillenadmiral der Bundesmarine.

## Leben
Schrade trat 1942 nach dem Abitur in die Kriegsmarine ein und wurde zum Marineoffizier ausgebildet. Nach der Ausbildung wurde er als Leutnant zur See auf den Schweren Kreuzer Prinz Eugen versetzt, auf dem er bis zum Ende des Zweiten Weltkriegs blieb.
Nach kurzer Kriegsgefangenschaft ließ er sich in Wilhelmshaven nieder und erlernte den Beruf eines Rundfunk- und Fernsehfachmanns, in dem er eine Gesellen-, Meister- und kaufmännische Prüfung ablegte. Ab 1951 führte er einen eigenen Betrieb im Stadtteil Fedderwardergroden. Außerdem war er Fachlehrer für Radio- und Fernsehtechnik an der Gewerbeschule in Wilhelmshaven.
Im Januar 1958 trat Schrade als Oberleutnant zur See in die Bundesmarine ein. Als Kapitänleutnant war er im Januar/Februar 1962 erst Kommandant der Geier und von April 1962 bis August 1962 Kommandant der Kondor. Als Kapitän zur See war er von März 1974 bis 1977 Leiter des Referats 3 im Führungsstab der Streitkräfte in Bonn. Ab April 1980 war er als Flottillenadmiral Leiter der Abteilung I im Marineamt in Wilhelmshaven und zugleich Admiral der Offizier- und Unteroffizierausbildung der Marine. Am 31. März 1984 trat er aus dieser Position in den Ruhestand.
Danach blieb er seiner Wahlheimat Wilhelmshaven treu und beteiligte sich als Mitautor an dem 1986 durch die Wilhelmshavener Zeitung herausgegebenen Wilhelmshavener Heimatlexikon, bei dem er die Sachgebiete Marine und Geophysik bearbeitete.
Schrade lebte zuletzt in Hooksiel. Er starb am 6. Mai 2010 im Alter von 86 Jahren und wurde am 12. Mai 2010 in Pakens bestattet.

## Auszeichnungen
- Verdienstkreuz 1. Klasse des Verdienstordens der Bundesrepublik Deutschland